# Mbaléni
Mbaléni är en ort i Komorerna.   Den ligger i distriktet Grande Comore, i den nordvästra delen av landet, 17 km norr om huvudstaden Moroni. Mbaléni ligger 20 meter över havet och antalet invånare är 137. Den ligger på ön Grande Comore.
Terrängen runt Mbaléni är huvudsakligen kuperad, men åt nordost är den bergig. Havet är nära Mbaléni västerut. Runt Mbaléni är det tätbefolkat, med 411 invånare per kvadratkilometer. Närmaste större samhälle är Moroni, 17,0 km söder om Mbaléni. Omgivningarna runt Mbaléni är en mosaik av jordbruksmark och naturlig växtlighet.